# Вступ до квантової механіки
Квантова механіка — це дослідження матерії та її взаємодії з енергією в масштабі атомних і субатомних частинок. Навпаки, класична фізика пояснює матерію та енергію лише в масштабі, знайомому людському досвіду, включаючи поведінку астрономічних тіл, таких як Місяць. Класична фізика все ще використовується в більшій частині сучасної науки та техніки. Однак наприкінці 19 століття вчені виявили явища як у великому (макро), так і в малому (мікро) світах, які класична фізика не могла пояснити. Прагнення вирішити невідповідності між явищами, що спостерігаються, і класичною теорією призвело до двох великих революцій у фізиці, які призвели до зміни початкової наукової парадигми: теорії відносності та розвитку квантової механіки. У цій статті описано, як фізики виявили обмеження класичної фізики та розробили основні поняття квантової теорії, яка прийшла їй на зміну на початку 20-го століття. Він описує ці поняття приблизно в тому порядку, в якому вони були вперше виявлені. Для більш повної історії предмета див. Історія квантової механіки.
Світло в деяких аспектах поводиться як частинки, а в інших — як хвилі. Матерія — «матеріал» Всесвіту, що складається з таких частинок, як електрони й атоми — також демонструє хвилеподібну поведінку. Деякі джерела світла, як-от неонові лампи, випромінюють світло лише певних частот — невеликий набір чистих кольорів, які визначаються атомною структурою неону. Квантова механіка показує, що світло, разом з усіма іншими формами електромагнітного випромінювання, приходить у вигляді дискретних одиниць, які називаються фотонами, і передбачає його спектральну енергію (що відповідає чистим кольорам) та інтенсивність його світлових променів. Окремий фотон — це квант, або найменша спостережувана частинка електромагнітного поля. Частковий фотон ніколи не спостерігається експериментально. У більш широкому сенсі квантова механіка показує, що багато властивостей об’єктів, таких як положення, швидкість і кутовий момент, які здавалися безперервними в зменшеному вигляді класичної механіки, виявляються (у дуже крихітному, збільшеному масштабі) квантова механіка) квантований. Такі властивості елементарних частинок повинні приймати одне з набору малих дискретних допустимих значень, і оскільки розрив між цими значеннями також невеликий, розриви очевидні лише в дуже крихітних (атомних) масштабах.
Багато аспектів квантової механіки суперечать інтуїції і можуть здаватися парадоксальними, оскільки вони описують поведінку, яка зовсім відрізняється від тієї, що спостерігається у великих масштабах. За словами квантового фізика Річарда Фейнмана, квантова механіка має справу з «природою, якою вона є — абсурдом». Одним з основних «парадоксів» є очевидна невідповідність між законами Ньютона та квантовою механікою, яку можна пояснити за допомогою теореми Еренфеста, яка показує, що середні значення, отримані з квантової механіки (наприклад, положення та імпульс), підкоряються класичним законам. Однак теорема Еренфеста далеко не в змозі пояснити всі спостережувані неінтуїтивні явища (квантові дивацтва), а скоріше є математичним вираженням принципу відповідності.
Наприклад, принцип невизначеності квантової механіки означає, що чим точніше визначено одне вимірювання (наприклад, положення частинки), тим менш точним повинно стати інше додаткове вимірювання, що відноситься до тієї ж частинки (наприклад, її швидкість).
Іншим прикладом є заплутаність, коли вимірювання будь-якого двозначного стану частинки (наприклад, світла, поляризованого вгору чи вниз), виконане на будь-якій із двох «заплутаних» частинок, які знаходяться дуже далеко одна від одної, призводить до наступного вимірювання іншої частинки. завжди бути іншим із двох значень (наприклад, поляризованим у протилежному напрямку).
Останнім прикладом є надтекучість, коли рідкий гелій у контейнері, охолоджений майже до абсолютного нуля за температурою, спонтанно (повільно) тече вгору та над отвором контейнера проти сили тяжіння.

## Перша квантова теорія: Макс Планк і випромінювання чорного тіла

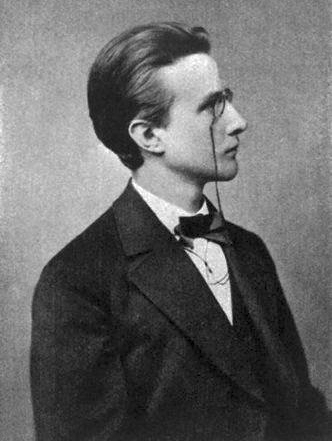
Бічний портрет Планка в молодому віці, бл. 1878 рік

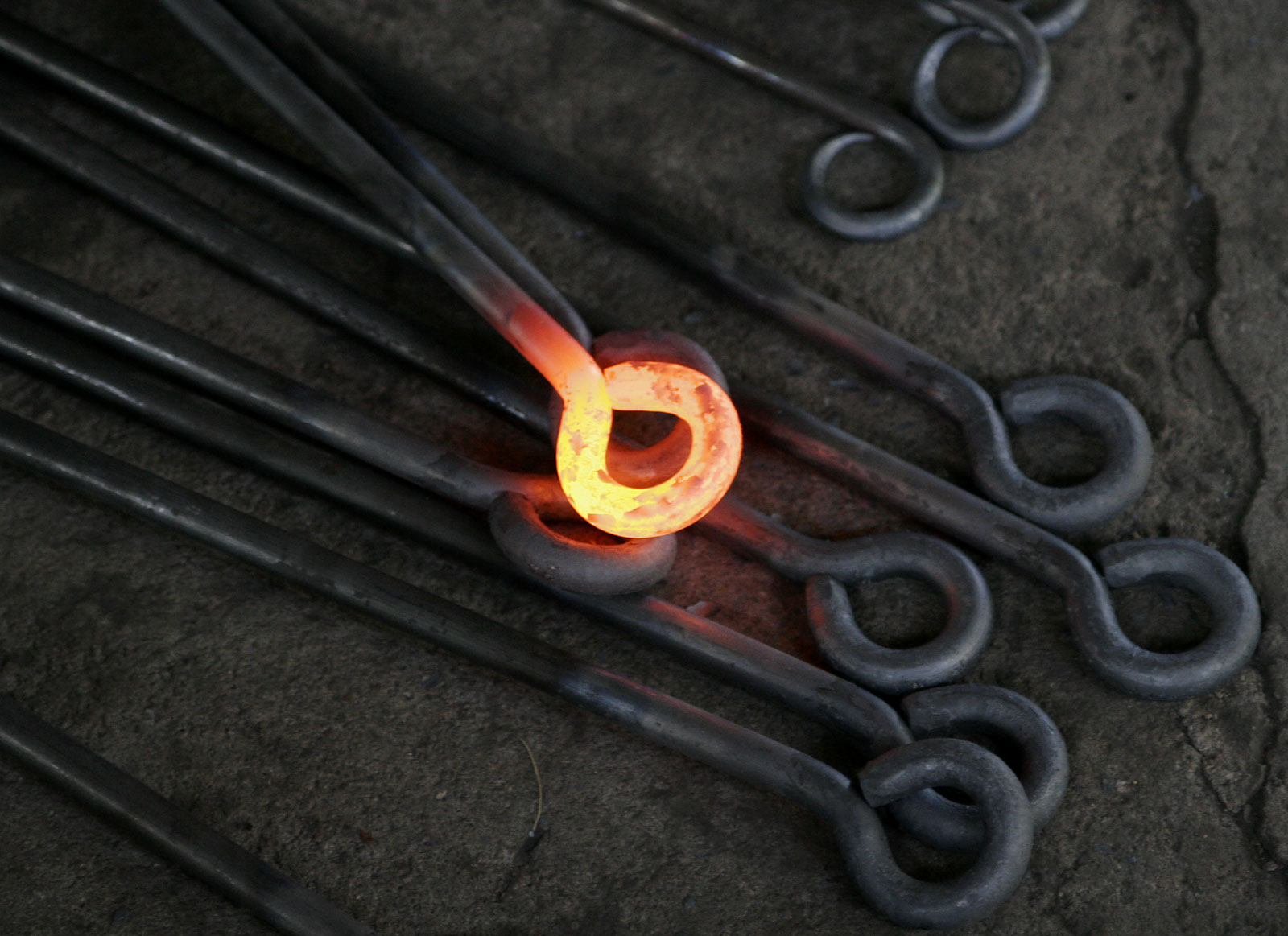
Гарячі металоконструкції. Жовто-помаранчеве світіння - це видима частина теплового випромінювання, що випромінюється через високу температуру. Усе інше на зображенні також світиться тепловим випромінюванням, але менш яскравим і з більшою довжиною хвилі, ніж може помітити людське око. Камера далекого інфрачервоного спектру може спостерігати це випромінювання.

Теплове випромінювання – це електромагнітне випромінювання, що випромінюється від поверхні об’єкта за рахунок внутрішньої енергії об’єкта. Якщо об’єкт достатньо нагріти, він починає випромінювати світло на червоному кінці спектра, коли стає гарячим.
Його подальше нагрівання призводить до зміни кольору з червоного на жовтий, білий і синій, оскільки він випромінює світло на все коротших довжинах хвиль (вищих частотах). Ідеальний випромінювач також є ідеальним поглиначем: коли він холодний, такий об'єкт виглядає ідеально чорним, тому що він поглинає все світло, яке падає на нього, і не випромінює його. Отже, ідеальний випромінювач тепла називається чорним тілом, а випромінювання, яке воно випускає, називається випромінюванням чорного тіла.

Прогнозування кількості теплового випромінювання різних частот, яке випромінює тіло. Правильні значення, передбачені законом Планка (зелений), контрастують із класичними значеннями закону Релея-Джинса (червоний) і апроксимації Віна (синій).

До кінця 19 століття теплове випромінювання було досить добре охарактеризовано експериментально. Однак класична фізика привела до закону Релея–Джинса, який, як показано на малюнку, добре узгоджується з експериментальними результатами на низьких частотах, але сильно не узгоджується на високих частотах. Фізики шукали єдину теорію, яка б пояснювала всі експериментальні результати.
Перша модель, яка змогла пояснити повний спектр теплового випромінювання, була висунута Максом Планком у 1900 році. Він запропонував математичну модель, в якій теплове випромінювання знаходилося в рівновазі з набором гармонійних осциляторів. Щоб відтворити результати експерименту, йому довелося припустити, що кожен осцилятор випромінює ціле число одиниць енергії на своїй єдиній характерній частоті, а не здатний випромінювати будь-яку довільну кількість енергії. Іншими словами, енергія, випромінювана осцилятором, була квантована. Квант енергії кожного осцилятора, за Планком, був пропорційний частоті осцилятора; стала пропорційності тепер відома як стала Планка. Стала Планка, яку зазвичай записують як h, має значення 6.63 . Отже, енергія E осцилятора частоти f визначається як
{\displaystyle E=nhf,\quad {\text{where}}\quad n=1,2,3,\ldots } 
Щоб змінити колір такого випромінюючого тіла, необхідно змінити його температуру. Закон Планка пояснює чому: підвищення температури тіла дозволяє йому випромінювати більше енергії в цілому, а це означає, що більша частина енергії припадає на фіолетовий кінець спектра.
Закон Планка був першою квантовою теорією у фізиці, і Планк отримав Нобелівську премію в 1918 році «на знак визнання заслуг, які він зробив для розвитку фізики шляхом відкриття квантів енергії». Однак у той час погляд Планка полягав у тому, що квантування було суто евристичною математичною конструкцією, а не (як зараз вважають) фундаментальною зміною нашого розуміння світу.

## Фотони: квантування світла

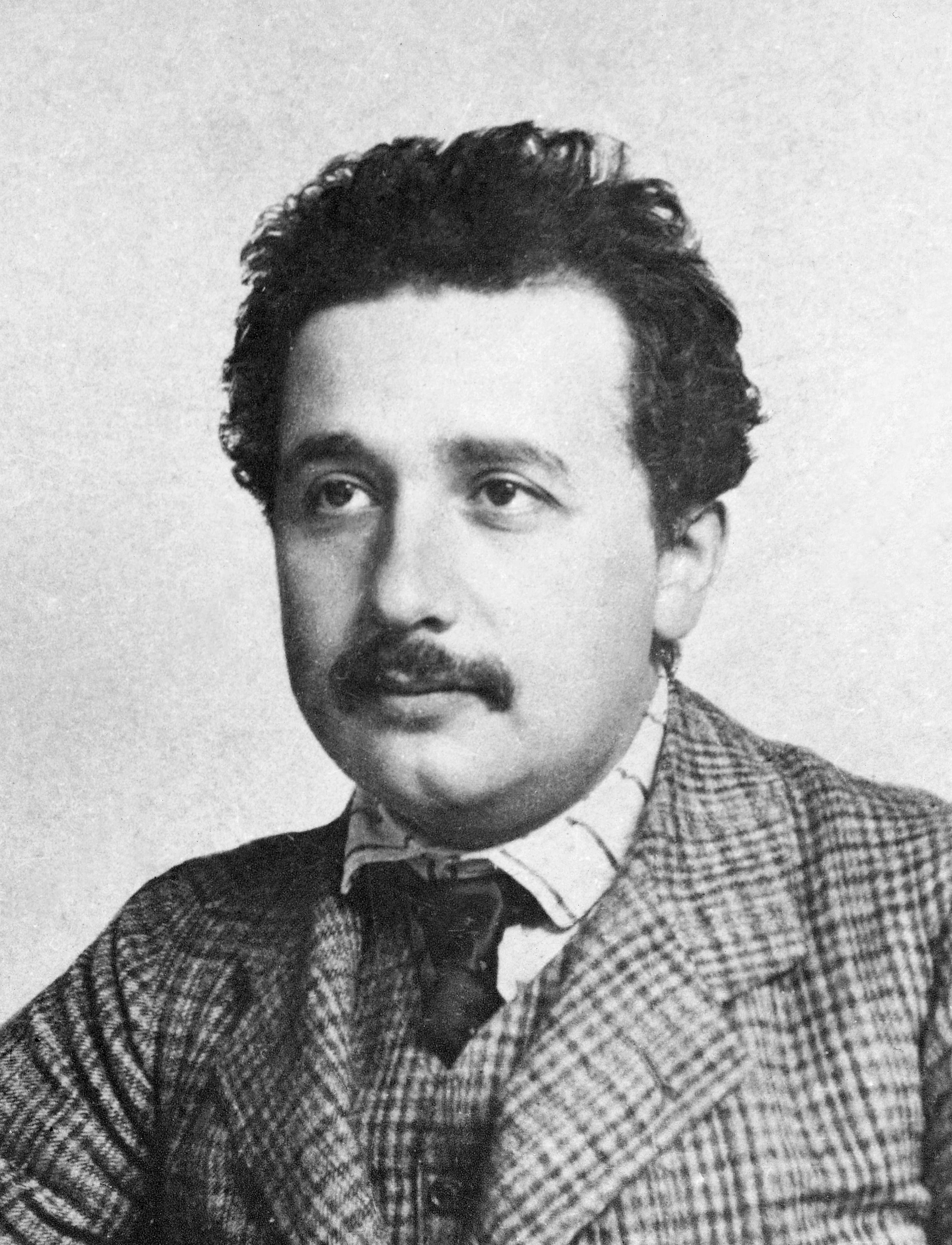
Альберт Ейнштейн прибл. 1905 рік

У 1905 році Альберт Ейнштейн зробив додатковий крок. Він припустив, що квантування — це не просто математична конструкція, а що енергія в промені світла насправді виникає в окремих пакетах, які тепер називаються фотонами. Енергія одного фотона світла частоти {\displaystyle f} визначається частотою, помноженою на постійну Планка {\displaystyle h} (надзвичайно мале додатне число):
{\displaystyle E=hf}
Століттями вчені сперечалися між двома можливими теоріями світла: це хвиля чи натомість воно складається з потоку крихітних частинок ? До 19 століття вважалося, що дебати були вирішені на користь хвильової теорії, оскільки вона могла пояснити спостережувані ефекти, такі як заломлення, дифракція, інтерференція та поляризація. Джеймс Клерк Максвелл показав, що електрика, магнетизм і світло є проявами одного явища: електромагнітного поля. Рівняння Максвелла, які є повним набором законів класичного електромагнетизму, описують світло як хвилі: комбінацію коливальних електричних і магнітних полів. Через переважання доказів на користь хвильової теорії ідеї Ейнштейна спочатку зустріли з великим скептицизмом. Зрештою, проте, фотонна модель стала улюбленою. Одним із найважливіших доказів на його користь була його здатність пояснити кілька загадкових властивостей фотоелектричного ефекту, описаних у наступному розділі. Тим не менш, хвильова аналогія залишалася незамінною для розуміння інших характеристик світла: дифракції, заломлення та інтерференції.

### Фотоелектричний ефект

Зліва на поверхню потрапляє світло. Якщо частота світла досить висока, тобто якщо він забезпечує достатню енергію, негативно заряджені електрони викидаються з металу.

У 1887 році Генріх Герц помітив, що коли світло з достатньою частотою потрапляє на металеву поверхню, поверхня випускає електрони. У 1902 році Філіп Ленард виявив, що максимально можлива енергія викинутого електрона пов’язана з частотою світла, а не з його інтенсивністю: якщо частота надто низька, електрони не викидаються незалежно від інтенсивності. Сильні промені світла до червоного кінця спектра можуть взагалі не виробляти електричного потенціалу, тоді як слабкі промені світла до фіолетового кінця спектру створюватимуть все більш високу напругу. Найнижча частота світла, яка може викликати випромінювання електронів, називається пороговою частотою, різна для різних металів. Це спостереження суперечить класичному електромагнетизму, який передбачає, що енергія електрона повинна бути пропорційна інтенсивності падаючого випромінювання.:24Отже, коли фізики вперше виявили пристрої, що демонструють фотоелектричний ефект, вони спочатку очікували, що вища інтенсивність світла вироблятиме вищу напругу від фотоелектричного пристрою.
Ейнштейн пояснив цей ефект, припустивши, що промінь світла — це потік частинок («фотонів») і що, якщо промінь має частоту f, то кожен фотон має енергію, рівну hf . Електрон, ймовірно, буде вражений лише одним фотоном, який передає електрону щонайбільше енергію hf . Отже, інтенсивність променя не впливає, і лише його частота визначає максимальну енергію, яку можна надати електрону.
Щоб пояснити пороговий ефект, Ейнштейн стверджував, що для видалення електрона з металу потрібна певна кількість енергії, яка називається роботою виходу і позначається як φ . Ця кількість енергії різна для кожного металу. Якщо енергія фотона менша за роботу виходу, то він не несе достатньо енергії, щоб видалити електрон з металу. Порогова частота f0 – це частота фотона, енергія якого дорівнює роботі виходу:
{\displaystyle \varphi =hf_{0}.}
Якщо f більше f0, енергії hf достатньо, щоб видалити електрон. Викинутий електрон має кінетичну енергію EK, яка щонайбільше дорівнює енергії фотона мінус енергія, необхідна для витіснення електрона з металу:
{\displaystyle E_{K}=hf-\varphi =h(f-f_{0}).}

### Наслідки квантування світла
Зв’язок між частотою електромагнітного випромінювання та енергією кожного фотона є причиною того, чому ультрафіолетове світло може спричинити сонячні опіки, а видиме чи інфрачервоне – ні. Фотон ультрафіолетового світла доставляє велику кількість енергії — достатньо, щоб сприяти пошкодженню клітин, наприклад під час сонячних опіків. Фотон інфрачервоного світла виділяє менше енергії — достатньо лише для того, щоб нагріти шкіру. Отже, інфрачервона лампа може зігріти велику поверхню, можливо, достатньо велику, щоб людям було комфортно в холодному приміщенні, але вона не може викликати сонячних опіків.
Усі фотони однієї частоти мають однакову енергію, а всі фотони різних частот мають пропорційно (порядок 1, Ephoton = hf ) різні енергії. Однак, незважаючи на те, що енергія, що передається фотонами, незмінна на будь-якій даній частоті, початковий енергетичний стан електронів у фотоелектричному пристрої до поглинання світла не обов’язково є рівномірним. Аномальні результати можуть мати місце у випадку окремих електронів. Наприклад, електрон, який уже був збуджений вище рівня рівноваги фотоелектричного пристрою, може бути викинутий, коли він поглинає нехарактерне низькочастотне освітлення. Однак статистично характерна поведінка фотоелектричного пристрою відображає поведінку переважної більшості його електронів, які знаходяться на рівні рівноваги. Цей момент допомагає прояснити різницю між вивченням малих окремих частинок у квантовій динаміці та вивченням масивних окремих частинок у класичній фізиці. 

## Квантування речовини: модель атома Бора
На початку 20-го століття докази вимагали моделі атома з дифузною хмарою негативно заряджених електронів, що оточували маленьке щільне позитивно заряджене ядро. Ці властивості запропонували модель, у якій електрони обертаються навколо ядра, як планети, що обертаються навколо зірки. Однак було також відомо, що атом у цій моделі буде нестабільним: згідно з класичною теорією, електрони, що обертаються, зазнають доцентрового прискорення, і тому повинні випускати електромагнітне випромінювання, втрата енергії також змушує їх обертатися по спіралі до ядра, стикаючись між собою. з ним за частку секунди.
Другою пов’язаною загадкою був спектр випромінювання атомів. Коли газ нагрівається, він випромінює світло лише на дискретних частотах. Наприклад, видиме світло, яке випромінює водень, складається з чотирьох різних кольорів, як показано на малюнку нижче. Інтенсивність світла на різних частотах також різна. Навпаки, біле світло складається з безперервного випромінювання в усьому діапазоні видимих частот. До кінця дев’ятнадцятого століття просте правило, відоме як формула Бальмера, показувало, як частоти різних ліній співвідносяться одна з одною, хоча й не пояснюючи, чому це так, і не роблячи жодного прогнозу щодо інтенсивності. Формула також передбачила деякі додаткові спектральні лінії в ультрафіолетовому та інфрачервоному світлі, які на той час не спостерігалися. Пізніше ці лінії спостерігали експериментально, що підвищило довіру до значення формули.

Модель атома Бора, що показує перехід електрона з однієї орбіти на іншу шляхом випускання фотона

У 1913 році Нільс Бор запропонував нову модель атома, яка включала квантовані орбіти електронів: електрони все ще обертаються навколо ядра так само, як планети навколо Сонця, але їм дозволено перебувати лише на певних орбітах, а не на будь-якій довільній відстані. Коли атом випромінював (або поглинав) енергію, електрон не рухався безперервною траєкторією з однієї орбіти навколо ядра на іншу, як можна було очікувати класично. Натомість електрон миттєво перескакує з однієї орбіти на іншу, випускаючи випромінюване світло у формі фотона. Можливі енергії фотонів, що випускаються кожним елементом, визначалися різницею в енергії між орбітами, тому спектр випромінювання для кожного елемента містив би ряд ліній.

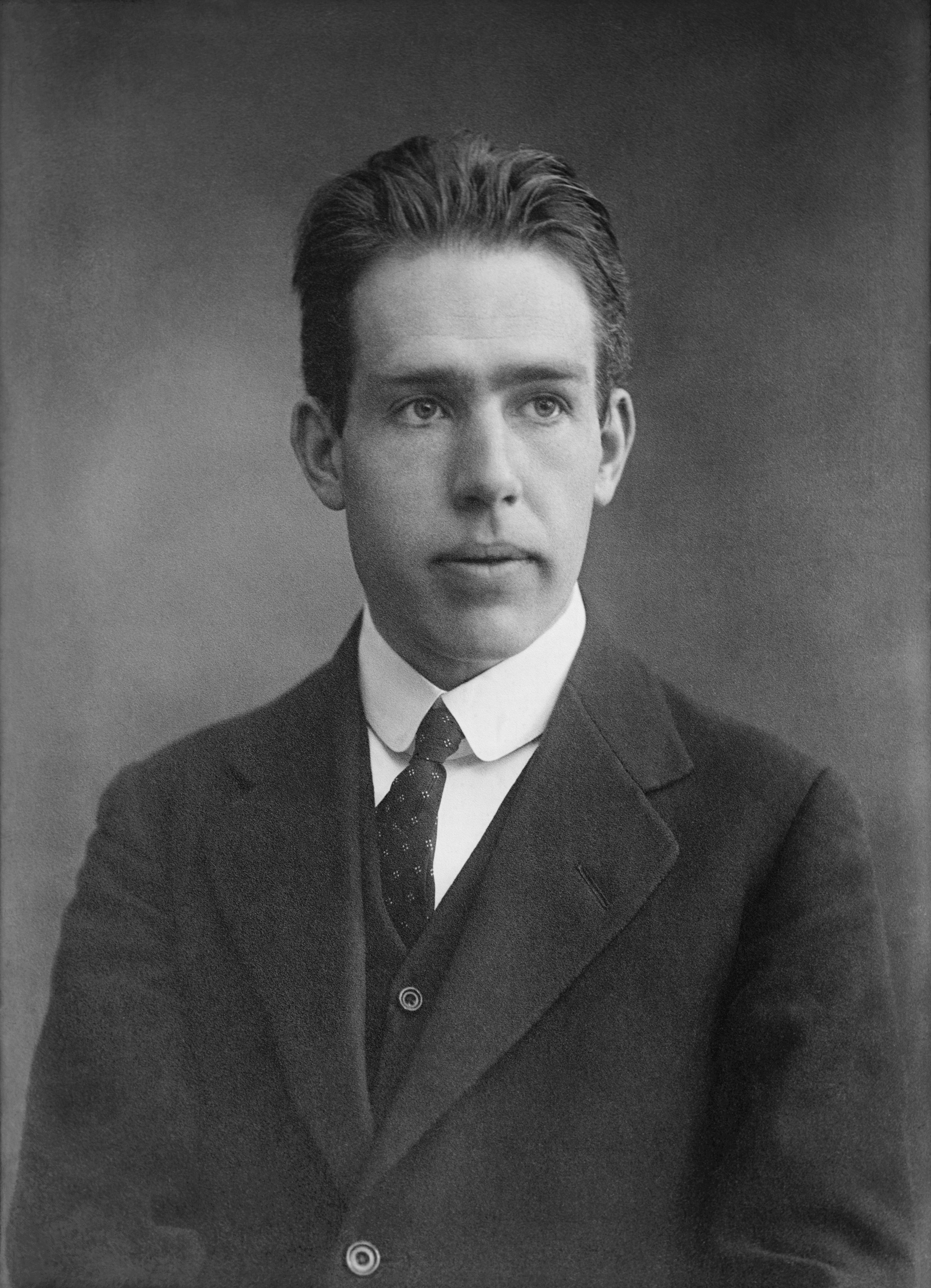
Нільс Бор у молодості

Виходячи лише з одного простого припущення про правило, якому повинні підкорятися орбіти, модель Бора змогла зв’язати спостережувані спектральні лінії в спектрі випромінювання водню з раніше відомими константами. У моделі Бора електрону не дозволялося безперервно випромінювати енергію і врізатися в ядро: коли він знаходився на найближчій дозволеній орбіті, він залишався стабільним назавжди. Модель Бора не пояснила, чому орбіти слід квантувати таким чином, а також не змогла зробити точні прогнози для атомів з більш ніж одним електроном або пояснити, чому одні спектральні лінії яскравіші за інші.
Деякі фундаментальні припущення моделі Бора незабаром виявилися хибними, але ключовий результат про те, що дискретні лінії в спектрі випромінювання зумовлені деякою властивістю електронів в атомах, які квантуються, є правильним. Те, як насправді поводяться електрони, разюче відрізняється від поведінки атома Бора та від того, що ми бачимо у світі нашого повсякденного досвіду; ця сучасна квантово-механічна модель атома обговорюється нижче.

## Корпускулярно-хвильовий дуалізм

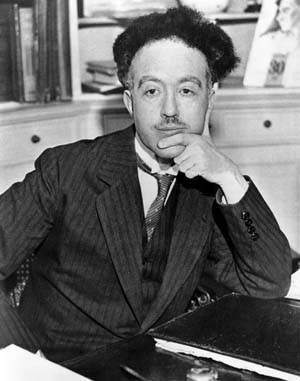
Луї де Бройль в 1929 році. Де Бройль отримав Нобелівську премію з фізики за своє передбачення, що матерія діє як хвиля, зроблене в його докторській дисертації 1924 року.

Подібно до того, як світло має як хвилеподібні, так і частинкоподібні властивості, матерія також має хвилеподібні властивості.
Матерія поводиться як хвиля вперше була експериментально продемонстрована для електронів: пучок електронів може виявляти дифракцію, так само як пучок світла або водяна хвиля.  Подібні хвилеподібні явища пізніше були показані для атомів і навіть молекул.
Довжина хвилі, λ, пов’язана з будь-яким об’єктом, пов’язана з його імпульсом, p, через постійну Планка,h:
{\displaystyle p={\frac {h}{\lambda }}.}
Взаємозв’язок, який називається гіпотезою де Бройля, справедливий для всіх типів матерії: уся матерія демонструє властивості як частинок, так і хвиль.
Концепція хвильово-частинкового дуалізму говорить про те, що ні класична концепція «частинки», ні «хвилі» не може повністю описати поведінку об’єктів квантового масштабу, будь то фотонів чи матерії. Корпускулярно-хвильовий дуалізм є прикладом принципу комплементарності в квантовій фізиці. Елегантний приклад дуалізму хвиля-частинка, експеримент із подвійною щілиною, обговорюється в розділі нижче.

### Експеримент з подвійною щілиною

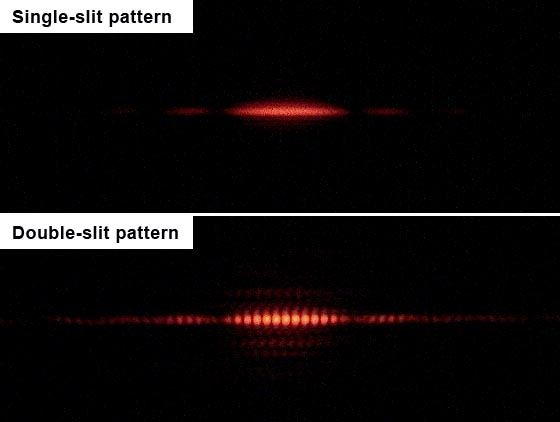
Дифракційна картина, що утворюється, коли світло проходить через одну щілину (верхня), і інтерференційна картина, створювана двома щілинами (нижня). Набагато складніший малюнок із двох щілин із дрібномасштабними інтерференційними смугами демонструє хвилеподібне поширення світла.

В експерименті з подвійною щілиною, спочатку виконаному Томасом Юнгом у 1803 році, а потім Огюстеном Френелем десятиліттям пізніше, промінь світла направляється через дві вузькі, близько розташовані щілини, створюючи інтерференційну картину світла. і темні смуги на екрані. Якщо одна з щілин закрита, можна було б наївно очікувати, що інтенсивність смуг через інтерференцію всюди зменшиться вдвічі. Насправді видно набагато простішу картину, дифракційну картину діаметрально навпроти відкритої щілини. Така ж поведінка може бути продемонстрована у водних хвилях, тому експеримент із подвійною щілиною розглядався як демонстрація хвильової природи світла.
Варіанти експерименту з подвійною щілиною були проведені з використанням електронів, атомів і навіть великих молекул, і спостерігався той самий тип інтерференційної картини. Таким чином, було продемонстровано, що будь-яка матерія має властивості частинок і хвиль.
Навіть якщо інтенсивність джерела зменшується, так що тільки одна частинка (наприклад, фотон або електрон) проходить через апарат за один раз, та сама картина інтерференції розвивається з часом. Квантова частинка діє як хвиля, коли проходить через подвійні щілини, але як частинка, коли її виявляють. Це типова риса квантової комплементарності: квантова частинка діє як хвиля в експерименті для вимірювання її хвилеподібних властивостей і як частинка в експерименті для вимірювання її частинкоподібних властивостей. Точка на екрані детектора, де з’являється будь-яка окрема частинка, є результатом випадкового процесу. Однак структура розподілу багатьох окремих частинок імітує дифракційну картину, створену хвилями.

### Застосування до моделі Бора
Де Бройль розширив модель атома Бора, показавши, що електрон на орбіті навколо ядра можна вважати хвилеподібним. Зокрема, електрон спостерігається лише в ситуаціях, коли навколо ядра допускається стояча хвиля. Прикладом стоячої хвилі є струна скрипки, яка закріплена з обох кінців і може змусити вібрувати. Здається, що хвилі, створювані струнним інструментом, коливаються на місці, рухаючись від вершини до западини вгору-вниз. Довжина хвилі стоячої хвилі пов’язана з довжиною вібруючого об’єкта та граничними умовами. Наприклад, оскільки струна скрипки закріплена з обох кінців, вона може переносити стоячі хвилі довжин хвиль. {\displaystyle {\frac {2l}{n}}}, де l — довжина, а n — натуральне число. Де Бройль припустив, що дозволеними орбітами електронів є ті, для яких окружність орбіти дорівнює цілому числу довжин хвиль. Таким чином, довжина хвилі електрона визначає, що можливі лише орбіти Бора на певних відстанях від ядра. У свою чергу, на будь-якій відстані від ядра, меншій певного значення, неможливо було б встановити орбіту. Мінімально можлива відстань від ядра називається радіусом Бора.

## Спін
У 1922 році Отто Штерн і Вальтер Герлах пропустили атоми срібла через неоднорідне магнітне поле. Відносно свого північного полюса, спрямованого вгору, вниз або десь посередині, у класичній механіці магніт, кинутий крізь магнітне поле, може відхилятися на малу або велику відстань угору чи вниз. Атоми, які Штерн і Герлах пропускали через магнітне поле, діяли подібним чином. Однак, хоча магніти можуть відхилятися на різні відстані, атоми завжди відхилятимуться на постійну відстань або вгору, або вниз. Це означало, що властивість атома, яка відповідає орієнтації магніту, повинна бути квантована, приймаючи одне з двох значень (або вгору, або вниз), на відміну від вільного вибору під будь-яким кутом.
Ральф Кроніг створив теорію, згідно з якою такі частинки, як атоми чи електрони, поводяться так, ніби вони обертаються або «крутяться» навколо осі. Спін пояснював би відсутній магнітний момент, і дозволяють двом електронам на одній орбіталі займати різні квантові стани, якщо вони «крутяться» в протилежних напрямках, таким чином задовольняючи принцип виключення. Квантове число представляло сенс (позитивний чи негативний) спіну.
Якщо замість того, щоб потрапити на екран детектора, один з пучків атомів, що виходять з апарату Штерна–Герлаха, потрапить в інше (неоднорідне) магнітне поле, орієнтоване в тому ж напрямку, усі атоми відхиляться однаково в цьому другому полі. . Однак, якщо друге поле орієнтоване під кутом 90° до першого, то половина атомів відхиляється в один бік, а половина в інший, так що обертання атома навколо горизонтальної та вертикальної осей не залежить одне від одного. Однак, якщо один із цих пучків (наприклад, атомів, які відхилялися вгору, а потім ліворуч) пропускати в третє магнітне поле, орієнтоване так само, як перше, половина атомів піде в одну сторону, а половина в іншу, навіть якщо всі вони спочатку пішов у тому ж напрямку. Вимірювання спіну атомів відносно горизонтального поля змінило їх обертання відносно вертикального поля.
Експеримент Штерна-Герлаха демонструє кілька важливих особливостей квантової механіки:
- Було продемонстровано, що особливість природного світу є квантованою та здатна приймати лише певні дискретні значення.
- Частинки мають власний кутовий момент, який дуже схожий на кутовий момент класичного об’єкта, що обертається.
- Вимірювання змінює систему, що вимірюється в квантовій механіці. Можна знати лише про обертання об’єкта в одному напрямку, а спостереження за обертанням в іншому напрямку знищує початкову інформацію про обертання.
- Квантова механіка є ймовірнісною: незалежно від того, чи є обертання будь-якого окремого атома, що надсилається в апарат, позитивним чи негативним, є випадковим.

## Розвиток сучасної квантової механіки
У 1925 році Вернер Гейзенберг спробував вирішити одну з проблем, яку модель Бора залишила без відповіді, пояснивши інтенсивність різних ліній у спектрі випромінювання водню. За допомогою ряду математичних аналогій він написав квантово-механічний аналог для класичного обчислення інтенсивності. Незабаром після цього колега Гейзенберга Макс Борн зрозумів, що метод Гейзенберга для обчислення ймовірностей для переходів між різними енергетичними рівнями найкраще можна виразити за допомогою математичної концепції матриць.
У тому ж році, спираючись на гіпотезу де Бройля, Ервін Шредінгер розробив рівняння, яке описує поведінку квантово-механічної хвилі. Математична модель, названа рівнянням Шредінгера на честь її творця, є центральною в квантовій механіці, визначає дозволені стаціонарні стани квантової системи та описує, як квантовий стан фізичної системи змінюється в часі. Сама хвиля описується математичною функцією, відомою як «хвильова функція». Шредінгер сказав, що хвильова функція забезпечує «засіб для передбачення ймовірності результатів вимірювань».

## Копенгагенська інтерпретація

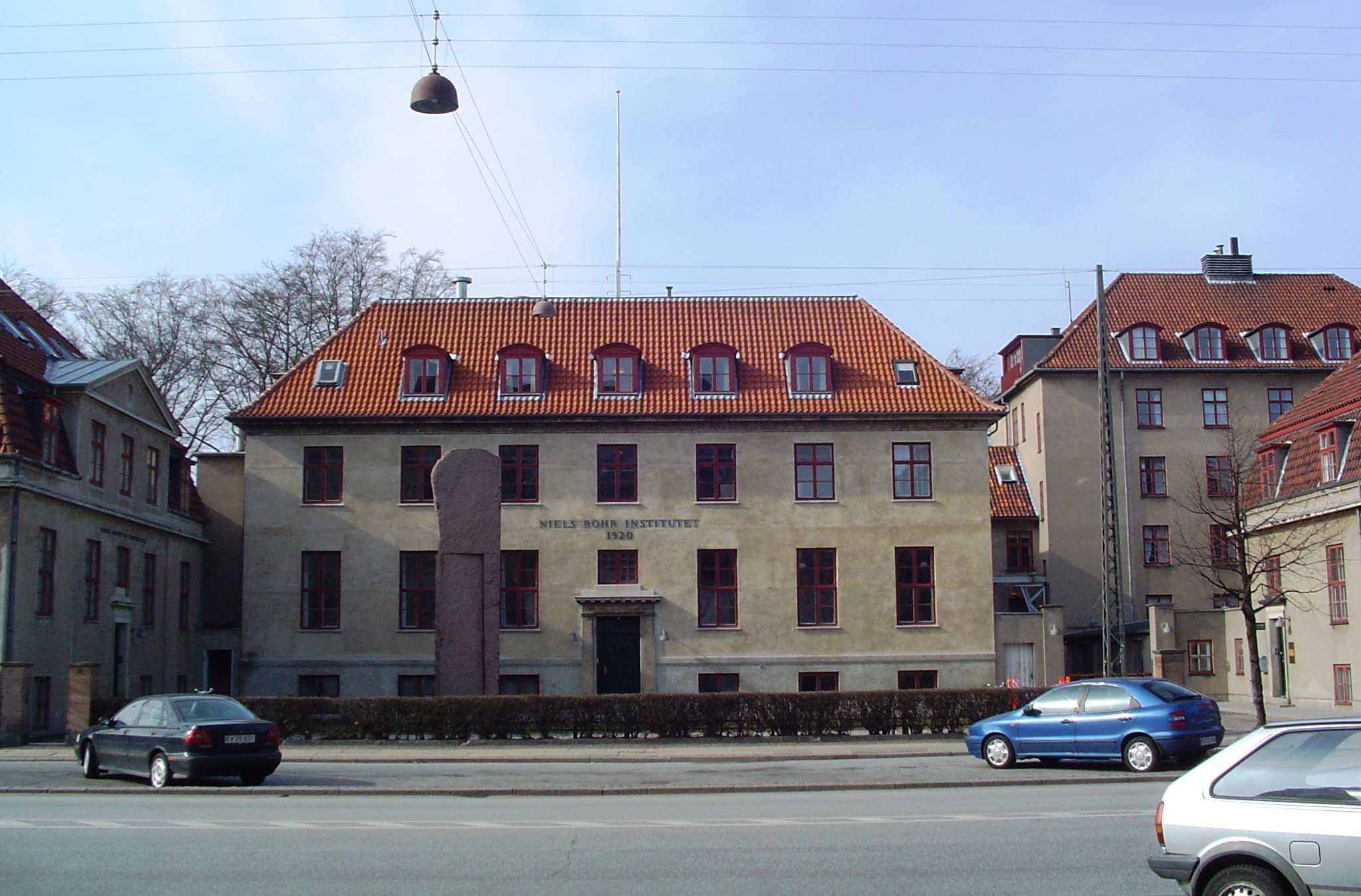
Інститут ільса Бора в Копенгагені, який був центром для дослідників квантової механіки та суміжних предметів у 1920-х і 1930-х роках. Більшість найвідоміших фізиків-теоретиків світу проводили там час.

Бор, Гейзенберг та інші намагалися пояснити, що насправді означають ці експериментальні результати та математичні моделі. Їхній опис, відомий як Копенгагенська інтерпретація квантової механіки, мав на меті описати природу реальності, яка досліджувалася вимірюваннями та описувалася математичними формулюваннями квантової механіки.
Основними принципами Копенгагенської інтерпретації є:
1. Система повністю описується хвильовою функцією, яка зазвичай позначається грецькою літерою {\displaystyle \psi } ("псі"). (Гейзенберг)
2. як {\displaystyle \psi } зміни з часом визначається рівнянням Шредінгера.[прояснити: ком.]
3. Опис природи є по суті ймовірнісним. Імовірність події — наприклад, коли на екрані з’являється частинка в експерименті з подвійною щілиною — пов’язана з квадратом абсолютного значення амплітуди її хвильової функції. (Правило Борна, створене Максом Борном, яке надає фізичного значення хвильовій функції в Копенгагенській інтерпретації: амплітуда ймовірності)
4. Неможливо знати значення всіх властивостей системи одночасно; ті властивості, які невідомі з точністю, повинні бути описані ймовірностями. (Принцип невизначеності Гейзенберга)
5. Матерія, як і енергія, виявляє подвійність хвиля-частинка. Експеримент може продемонструвати частинкоподібні властивості матерії або її хвилеподібні властивості; але не обидва одночасно. (Принцип комплементарності за Бором)
6. Вимірювальні пристрої по суті є класичними пристроями та вимірюють класичні властивості, такі як положення та імпульс.
7. Квантово-механічний опис великих систем повинен дуже наближатися до класичного. (Принцип відповідності Бора і Гейзенберга)

Різні наслідки цих принципів обговорюються більш детально в наступних підрозділах.

### Принцип невизначеності

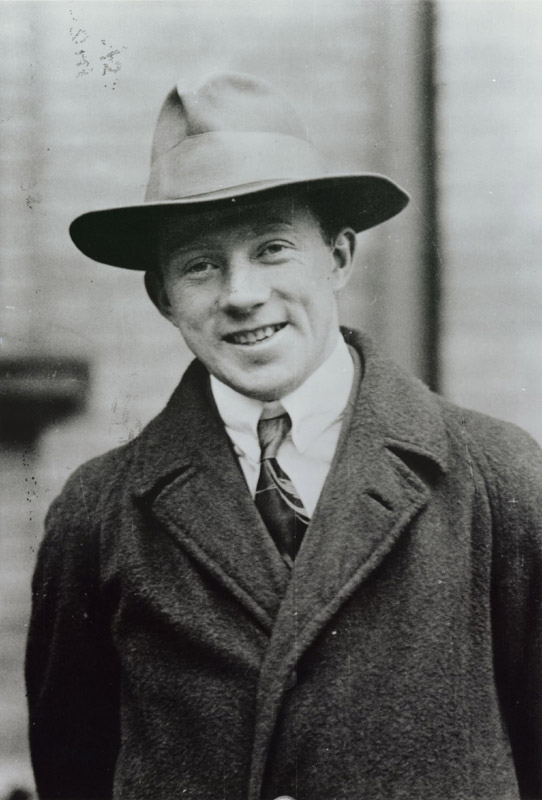
Вернер Гейзенберг у віці 26 років. Гейзенберг отримав Нобелівську премію з фізики в 1932 році за роботу, яку він виконав приблизно в цей час.

Припустімо, що потрібно виміряти положення та швидкість об’єкта, наприклад, автомобіля, який проїжджає через радар. Можна припустити, що в певний момент часу автомобіль має певне положення і швидкість. Наскільки точно можна виміряти ці значення, залежить від якості вимірювального обладнання. Якщо підвищити точність вимірювального обладнання, це забезпечує результат, ближчий до справжнього значення. Можна припустити, що швидкість автомобіля та його положення можуть бути оперативно визначені та виміряні одночасно з такою точністю, якою бажаєте.
У 1927 році Гейзенберг довів, що це останнє припущення невірне. Квантова механіка показує, що певні пари фізичних властивостей, наприклад положення та швидкість, не можна одночасно виміряти або визначити в операційних термінах з довільною точністю: чим точніше вимірюється одна властивість або визначається в операційних термінах, тим менш точно можна інші. Це твердження відоме як принцип невизначеності. Принцип невизначеності — це не лише твердження про точність нашого вимірювального обладнання, але, глибше, про концептуальну природу виміряних величин — припущення про те, що автомобіль мав одночасно визначене положення та швидкість, не працює в квантовій механіці. У масштабах автомобілів і людей ці невизначеності є незначними, але коли ми маємо справу з атомами та електронами, вони стають критичними.
Принцип невизначеності математично показує, що добуток невизначеності положення та імпульсу частинки (імпульс — це швидкість, помножена на масу) ніколи не може бути меншим за певне значення, і що це значення пов’язане зі сталою Планка.

### Колапс хвильової функції
Колапс хвильової функції означає, що вимірювання примусово призвело або перетворило квантовий (імовірнісний або потенційний) стан у певне виміряне значення. Це явище спостерігається лише в квантовій механіці, а не в класичній механіці.

### Власні стани та власні значення
Через принцип невизначеності твердження щодо позиції та імпульсу частинок можуть призначити лише ймовірність того, що положення чи імпульс мають певне числове значення. Тому необхідно чітко сформулювати різницю між станом чогось невизначеного, наприклад електрона в хмарі ймовірностей, і станом чогось, що має певне значення. Коли об’єкт можна точно «закріпити» в певному відношенні, кажуть, що він має власний стан.

### Принцип виключення Паулі

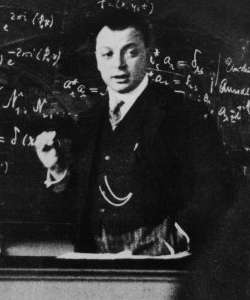
Вольфганг Паулі

У 1924 році Вольфганг Паулі запропонував новий квантовий ступінь свободи (або квантове число) з двома можливими значеннями, щоб вирішити невідповідності між спостережуваними молекулярними спектрами та передбаченнями квантової механіки. Зокрема, спектр атомарного водню мав дублет, або пару ліній, що відрізнялися невеликою величиною, де очікувалася лише одна лінія. Паулі сформулював свій принцип виключення, заявивши: «Не може існувати атом у такому квантовому стані, щоб два електрони в ньому мали однаковий набір квантових чисел».

### Застосування до атома водню
Модель атома Бора була по суті планетарною, коли електрони оберталися навколо ядерного «сонця». Однак принцип невизначеності стверджує, що електрон не може одночасно мати точне місцезнаходження та швидкість, як планета. Замість класичних орбіт електрони, як кажуть, населяють атомні орбіталі. Орбіталь — це «хмара» можливих місць, у яких може бути знайдений електрон, розподіл ймовірностей, а не точне розташування. Кожна орбіталь є тривимірною, а не двовимірною, і часто зображується як тривимірна область, у якій існує 95-відсоткова ймовірність знайти електрон.
У картині Шредінгера кожен електрон має чотири властивості:
1. Позначення «орбіти», що вказує на те, чи є частинкова хвиля ближчою до ядра з меншою енергією чи дальшою від ядра з більшою енергією;
2. «Форма» орбітальна, сферична або інша;
3. «Нахил» орбіталі, що визначає магнітний момент орбіталі навколо осі z.
4. «Спін» електрона.

Збірна назва цих властивостей — квантовий стан електрона. Квантовий стан можна описати, присвоївши номер кожній із цих властивостей; вони відомі як квантові числа електрона. Квантовий стан електрона описується його хвильовою функцією. Принцип виключення Паулі вимагає, щоб жодні електрони в атомі не мали однакових значень усіх чотирьох чисел.

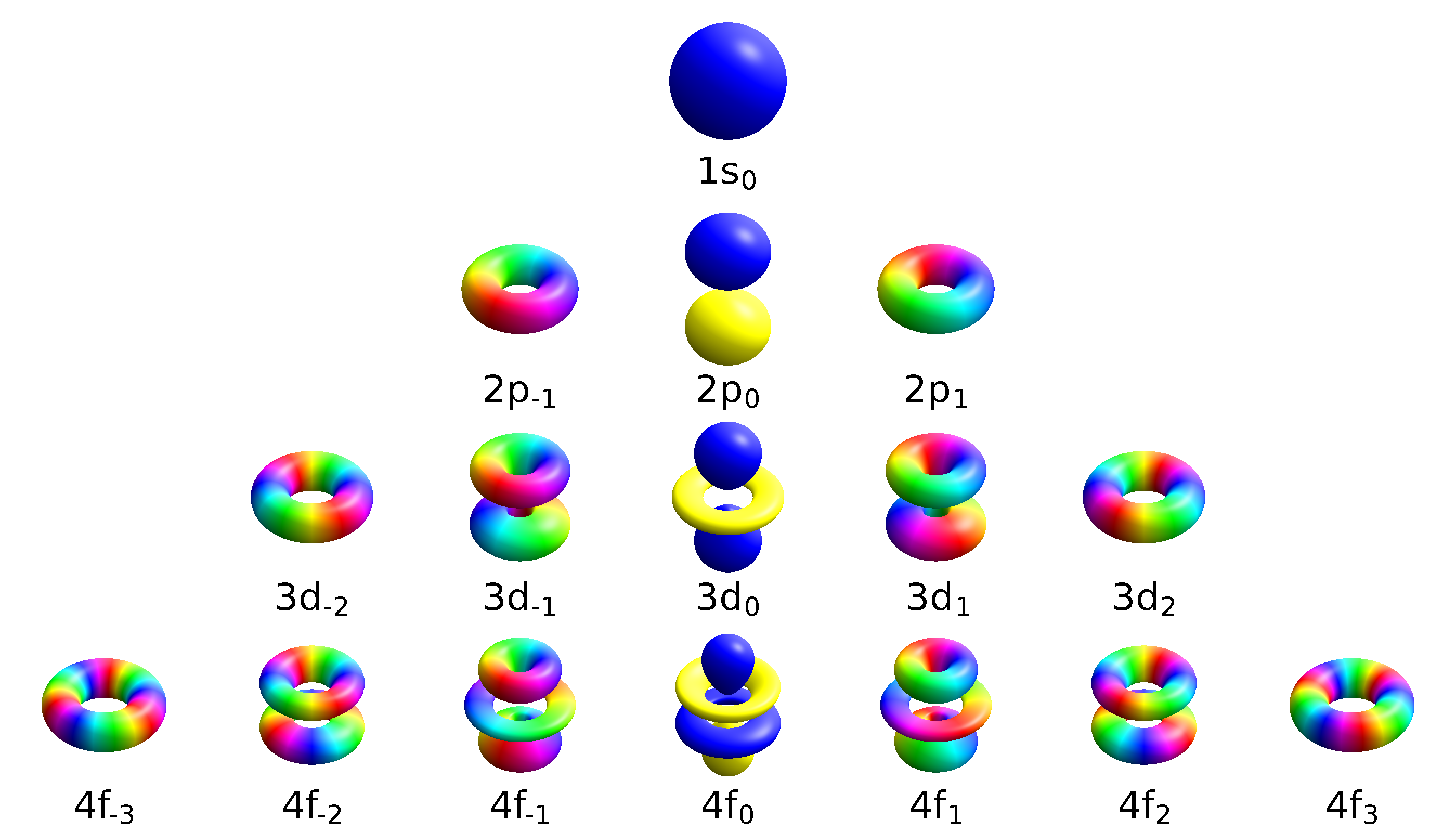
Форми атомних орбіталей. Ряди: 1 п, 2 п, 3 в і 4 п. Зліва направо. Кольори показують фазу хвильової функції.

Першою властивістю, що описує орбіталь, є головне квантове число n, яке є таким самим, як і в моделі Бора. n позначає енергетичний рівень кожної орбіталі. Можливі значення для n є цілими числами:
{\displaystyle n=1,2,3\ldots }
Наступне квантове число, азимутальне квантове число, позначене l, описує форму орбіталі. Форма є наслідком моменту імпульсу орбіталі. Кутовий момент являє собою опір обертового об'єкта прискоренню або сповільненню під впливом зовнішньої сили. Азимутальне квантове число представляє орбітальний кутовий момент електрона навколо його ядра. Можливі значення l – цілі числа від 0 до n − 1 (де n – головне квантове число електрона):
{\displaystyle l=0,1,\ldots ,n-1.}
Форма кожної орбіталі зазвичай позначається буквою, а не її азимутальним квантовим числом. Перша фігура ( l =0) позначається літерою s ( мнемонічна істота « сфера »). Наступна фігура позначається літерою p і має вигляд гантелі. Інші орбіталі мають більш складну форму (див. атомна орбіталь) і позначаються літерами d, f, g тощо.
Третє квантове число, магнітне квантове число, описує магнітний момент електрона і позначається ml (або просто m). Можливі значення ml є цілими числами від −l до l (де l азимутальне квантове число електрона):
{\displaystyle m_{l}=-l,-(l-1),\ldots ,0,\ldots ,(l-1),l.}
Магнітне квантове число вимірює компонент кутового моменту в певному напрямку. Вибір напрямку довільний; традиційно вибирається напрямок z.
Четверте квантове число, спінове квантове число (що стосується «орієнтації» спіна електрона), позначається ms зі значеннями +1⁄2 або −1⁄2.
Хімік Лінус Полінг писав, наприклад:
У випадку атома гелію з двома електронами на 1s-орбіталі принцип виключення Паулі вимагає, щоб два електрони відрізнялися значенням одного квантового числа. Їхні значення n, l і ml однакові. Відповідно вони повинні відрізнятися значенням мс, яке може мати значення +1⁄2 для одного електрона і −1⁄2 для іншого».
Основна структура та симетрія атомних орбіталей, а також те, як електрони їх заповнюють, призводять до організації періодичної таблиці. Те, як атомні орбіталі різних атомів поєднуються, утворюючи молекулярні орбіталі, визначає структуру та силу хімічних зв’язків між атомами.

## Хвильове рівняння Дірака

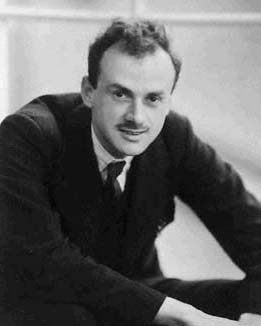
Поль Дірак (1902–1984)

У 1928 році Поль Дірак розширив рівняння Паулі, яке описувало електрони, що обертаються, для врахування спеціальної теорії відносності. Результатом стала теорія, яка належним чином розглядала такі події, як швидкість, з якою електрон обертається навколо ядра, що відбувається зі значною часткою швидкості світла. Використовуючи найпростішу електромагнітну взаємодію, Дірак зміг передбачити значення магнітного моменту, пов’язаного зі спіном електрона, і знайшов експериментально спостережене значення, яке було занадто великим, щоб відповідати значенням обертової зарядженої кулі, що керується класичною фізикою . Він зміг знайти спектральні лінії атома водню та відтворити з перших фізичних принципів вдалу формулу Зоммерфельда для тонкої структури спектру водню.
Рівняння Дірака іноді давали негативне значення енергії, для чого він запропонував нове рішення: він припустив існування антиелектрона та динамічного вакууму. Це призвело до багаточастинкової квантової теорії поля.

## Квантова заплутаність

Суперпозиція двох квантових характеристик і двох можливостей роздільної здатності

Принцип виключення Паулі говорить, що два електрони в одній системі не можуть перебувати в одному стані. Проте природа залишає відкритою можливість того, що два електрони можуть мати обидва стани, «накладені» на кожен із них. Згадаймо, що хвильові функції, які виходять одночасно з подвійних щілин, надходять на екран виявлення в стані суперпозиції. Ніщо не є певним, доки накладені сигнали не "зруйнуються". У цей момент електрон з’являється десь відповідно до ймовірності, яка є квадратом абсолютного значення суми комплексних амплітуд двох накладених форм хвилі. Там ситуація вже дуже абстрактна. Конкретне уявлення про заплутані фотони, фотони, у яких два протилежні стани накладаються на кожен із них під час однієї події, виглядає наступним чином:
Уявіть, що ми маємо два кольорових стани фотонів: один стан позначено синім, а інший стан позначено червоним . Нехай суперпозиція червоного і синього стану виглядає (в уяві) як фіолетовий стан. Ми розглядаємо випадок, коли два фотони утворюються в результаті однієї атомної події. Можливо, вони виробляються збудженням кристала, який характерно поглинає фотон певної частоти та випромінює два фотони половини початкової частоти. У цьому випадку фотони пов’язані між собою через їх спільне походження в одній атомній події. Ця установка призводить до накладених станів фотонів. Отже, два фотони виходять фіолетовими. Якщо експериментатор тепер виконує якийсь експеримент, який визначає, чи є один із фотонів синім або червоним, тоді цей експеримент змінює залучений фотон із суперпозиції синіх і червоних характеристик на фотон, який має лише одну з цих характеристик. Проблема Ейнштейна з такою уявною ситуацією полягала в тому, що якби один із цих фотонів продовжував стрибати між дзеркалами в лабораторії на Землі, а інший пройшов півдороги до найближчої зірки, коли його близнюк виявив себе як синій або червоний, це означало, що віддалений фотон тепер також мав втратити свій фіолетовий статус. Тож щоразу, коли його можна було б дослідити після вимірювання його двійника, він обов’язково виявлявся б у протилежному стані до того, що показав його близнюк.

## Квантова теорія поля
Ідея квантової теорії поля виникла наприкінці 1920-х років у британського фізика Пола Дірака, коли він спробував квантувати енергію електромагнітного поля; так само, як у квантовій механіці, енергія електрона в атомі водню була квантована. Квантування — це процедура побудови квантової теорії, починаючи з класичної теорії.
Мерріам-Вебстер визначає поле у фізиці як «область або простір, у якому існує певний ефект (наприклад, магнетизм). Іншими ефектами, які проявляються у вигляді полів, є гравітація та статична електрика. У 2008 році фізик Річард Хаммонд написав:
Іноді ми розрізняємо квантову механіку (КМ) і квантову теорію поля (КТП). QM відноситься до системи, в якій кількість частинок фіксована, а поля (такі як електромеханічне поле) є безперервними класичними сутностями. QFT ... йде далі і дозволяє створювати та знищувати частинки ...
Однак він додав, що квантова механіка часто використовується для позначення «повного поняття квантового погляду»:108
У 1931 році Дірак припустив існування частинок, які пізніше стали відомі як антиматерія. Дірак розділив Нобелівську премію з фізики за 1933 рік разом із Шредінгером «за відкриття нових продуктивних форм атомної теорії».
На перший погляд, квантова теорія поля допускає нескінченну кількість частинок і залишає на розсуд самої теорії передбачити, скільки та з якою ймовірністю чи кількістю вони повинні існувати. При подальшому розвитку теорія часто суперечить спостереженням, тому її оператори створення та знищення можна емпірично зв’язати.[прояснити: ком.] Крім того, емпіричні закони збереження, такі як закон маси-енергії, припускають певні обмеження математичної форми теорії, яка з математичної точки зору вибаглива. Останній факт ускладнює роботу з квантовими теоріями поля, але також призвів до подальших обмежень на допустимі форми теорії; ускладнення згадані нижче під рубрикою перенормування.

## Квантова електродинаміка
Квантова електродинаміка (КЕД) — це назва квантової теорії електромагнітної сили. Розуміння QED починається з розуміння електромагнетизму. Електромагнетизм можна назвати «електродинамікою», оскільки це динамічна взаємодія між електричними та магнітними силами. Електромагнетизм починається з електричного заряду.
Електричні заряди є джерелами і створюють електричні поля. Електричне поле — це поле, яке діє силою на будь-які частинки, що несуть електричний заряд, у будь-якій точці простору. Сюди входять, серед іншого, електрон, протон і навіть кварки. Під час дії сили електричні заряди переміщуються, тече струм і створюється магнітне поле. Змінне магнітне поле, у свою чергу, викликає електричний струм (часто рухомі електрони). Фізичний опис взаємодіючих заряджених частинок, електричних струмів, електричних полів і магнітних полів називається електромагнетизмом.
У 1928 році Поль Дірак створив релятивістську квантову теорію електромагнетизму. Це був прабатько сучасної квантової електродинаміки, оскільки він містив істотні складові сучасної теорії. Однак проблема нерозв'язних нескінченностей розвинулася в цій релятивістській квантовій теорії. Через роки перенормування в основному вирішила цю проблему. Спочатку розглядалася деякими з її ініціаторів як тимчасова, підозріла процедура, але згодом перенормування було прийнято як важливий і самоузгоджений інструмент у QED та інших галузях фізики. Крім того, наприкінці 1940-х років діаграми Фейнмана зображували всі можливі взаємодії на певну подію. Діаграми показали, зокрема, що електромагнітна сила — це обмін фотонами між взаємодіючими частинками.

## Стандартна модель
У 1960-х роках фізики зрозуміли, що КЕД руйнується при надзвичайно високих енергіях.  З цієї невідповідності була відкрита Стандартна модель фізики елементарних частинок, яка виправила руйнування вищої енергії в теорії. Це ще одна розширена теорія квантового поля, яка об’єднує електромагнітні та слабкі взаємодії в одну теорію. Це називається електрослабкою теорією.
Крім того, стандартна модель містить  високоенергетичне об'єднання електрослабкої теорії з сильною силою, описаною квантовою хромодинамікою. Він також постулює зв’язок із гравітацією як ще одну калібрувальну теорію, але станом на 2015 рік цей зв’язок все ще погано вивчений. Успішне передбачення теорії частинки Хіггса для пояснення інерційної маси було підтверджено Великим адронним колайдером, і, таким чином, Стандартна модель зараз вважається основним і більш-менш повним описом фізики елементарних частинок, якою ми її знаємо.

## Інтерпретації
Фізичні вимірювання, рівняння та прогнози, що стосуються квантової механіки, є узгодженими та мають дуже високий рівень підтвердження. Однак питання про те, що ці абстрактні моделі говорять про природу реального світу, отримали різні відповіді. Ці інтерпретації дуже різноманітні і іноді дещо абстрактні. Наприклад, Копенгагенська інтерпретація стверджує, що до вимірювання твердження про властивості частинки є абсолютно безглуздими, тоді як у інтерпретації багатьох світів описується існування мультивсесвіту, що складається з усіх можливих всесвітів.

## Застосування
Застосування квантової механіки включають лазер, транзистор, електронний мікроскоп і магнітно-резонансну томографію. Особливий клас застосувань квантової механіки пов’язаний з макроскопічними квантовими явищами, такими як надплинний гелій і надпровідники. Вивчення напівпровідників привело до винаходу діода і транзистора, які є незамінними для сучасної електроніки.
Навіть у простому вимикачі світла квантове тунелювання є абсолютно життєво важливим, оскільки інакше електрони в електричному струмі не зможуть подолати потенційний бар’єр, що складається з шару оксиду. Мікросхеми флеш-пам'яті, використані в USB-накопичувачах, також використовують квантове тунелювання, щоб стирати комірки пам'яті.

## Подальше читання
Наступні назви, усі написані працюючими фізиками, намагаються донести квантову теорію до неспеціалістів, використовуючи мінімум технічного обладнання.
- Джим Аль-Халілі (2003). Quantum: посібник для спантеличених . Weidenfeld & Nicolson.ISBN 978-1780225340 .
- Честер, Марвін (1987). Буквар квантової механіки . Джон Вайлі.ISBN 0486428788 .
- Браян Кокс і Джефф Форшоу (2011) Квантовий Всесвіт . Ален Лейн.ISBN 978-1846144325 .
- Річард Фейнман (1985). QED: дивна теорія світла та матерії . Princeton University Press.ISBN 0691083886 .
- Форд, Кеннет (2005). Квантовий світ . Гарвардський університет Прес. Включає фізику елементарних частинок.
- Жірарді, ДжанКарло (2004). Крадькома дивитися на карти Бога, Джеральд Малсбарі, пер. Прінстонський університет Прес. Найбільш технічна з наведених тут робіт. Уривки, що використовують алгебру, тригонометрію та нотацію в дужках, можна пропустити під час першого читання.
- Тоні Хей і Волтерс, Патрік (2003). Новий квантовий Всесвіт . Кембриджський університет Прес. Містить багато інформації про технології, завдяки яким квантова теорія стала можливою.ISBN 978-0521564571 .
- Володимир Г. Іванчевич, Тіяна Т. Іванчевич (2008). Квантовий стрибок: від Дірака та Фейнмана, Через всесвіт, до людського тіла та розуму . Всесвітня наукова видавнича компанія. Надає інтуїтивно зрозумілий вступ у нематематичних термінах і вступ у порівняно базових математичних термінах.ISBN 978-9812819277 .
- JP McEvoy та Oscar Zarate (2004). Знайомство з квантовою теорією . Книги про тотем.ISBN 1840465778 '
- Н. Девід Мермін (1990). «Моторошні дії на відстані: таємниці QT» у його Boojums до кінця . Кембриджський університет Преса: 110–76. Автор – рідкісний фізик, який намагається донестись до філософів і гуманістів.ISBN 978-0521388801 .
- Ролан Омнес (1999). Розуміння квантової механіки . Прінстонський університет Прес.ISBN 978-0691004358 .
- Віктор Стенгер (2000). Позачасова реальність: симетрія, простота та численні всесвіти . Buffalo NY: Prometheus Books. Chpts. 5–8.ISBN 978-1573928595 .
- Мартінус Вельтман (2003). Факти і таємниці фізики елементарних частинок . Всесвітня наукова видавнича компанія.ISBN 978-9812381491 .